# Ptilogyna (Plusiomyia) gracilis
Ptilogyna (Plusiomyia) gracilis is een tweevleugelige uit de familie langpootmuggen (Tipulidae). De soort komt voor in het Australaziatisch gebied.